# Religión en Cuba
Cuba es mayoritariamente un país católico (41 %) debido a la herencia cultural española, con influencia de las creencias africanas (35 %).
El catolicismo en Cuba está muy modificado e influido por el sincretismo. Una creencia común sincrética es la santería, que fue traída a Cuba por los esclavos procedentes de África y se extendió a las islas vecinas; muestra similitudes al umbanda brasileño y ha estado recibiendo un grado de apoyo oficial.
La Iglesia católica estima que un 60 % de la población en Cuba es católica.
La membresía en las iglesias protestantes se estima en un 5 % y comprende a los bautistas, pentecostales, testigos de Jehová, Adventistas del Séptimo Día, presbiterianos, anglicanos, episcopales, metodistas, Sociedad Religiosa de los Amigos (Cuáqueros), y a los luteranos. Otros grupos incluyen a la Iglesia Ortodoxa Griega, la Iglesia Ortodoxa Rusa, los musulmanes, judíos, budistas, bahais, y a La Iglesia de Jesucristo de los Santos de los Últimos Días (mormones).

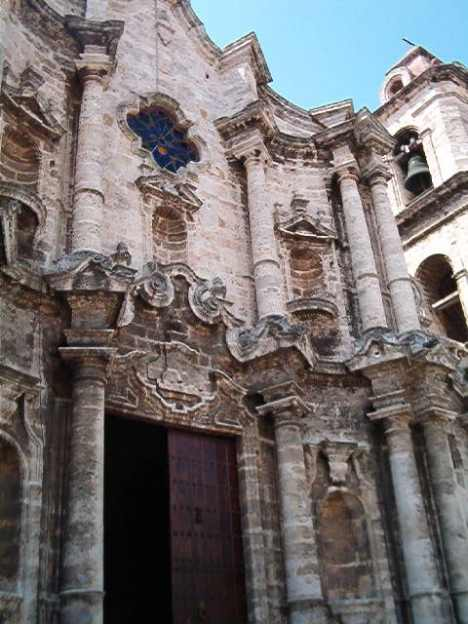
La entrada a la Catedral de La Habana.

Con respecto a la Irreligión, ha experimentado un retroceso significativo en Cuba, en 1980 representaban un 48% de la población cubana y para el 2000 se estima que habría reducido al 24%. En 2001 solo un 14% de la población continuaba siendo atea. Mientras que el número de cubanos que creen en la vida después de la muerte paso de 34% a 55% entre 1986 y 2006.
En Cuba convive una gran variedad de religiones sincréticas, que tienen buena parte de su origen cultural en África. Según un informe del Departamento de Estado de los Estados Unidos,
el 80 % de la población consulta con los practicantes de religiones que tienen sus raíces en África occidental, como la santería o yoruba. La santería se desarrolló a partir de las tradiciones de los yoruba, uno de los pueblos africanos que fueron llevados a Cuba durante el siglo XVI y a través del siglo XIX para trabajar en las plantaciones de azúcar. La santería mezcla elementos del cristianismo y de creencias de África occidental y como tal hizo posible que los esclavos conservaran sus creencias tradicionales mientras practicaban el catolicismo. La Virgen de la Caridad del Cobre (Nuestra Señora de la Caridad) es la patrona católica de Cuba y es muy venerada por el pueblo cubano y vista como un símbolo de Cuba. En la santería, ella sincretizada con la diosa Oshun. La importante fiesta religiosa de "La Virgen de la Caridad del Cobre" es celebrada anualmente por los cubanos los 8 de septiembre. Otras religiones practicadas son palo monte y abakuá, que tienen gran parte de su liturgia en lenguas africanas.

## Historia
Después de la Revolución cubana de 1959, Cuba restringió la práctica religiosa, esto llevó a la persecución de muchos católicos en universidades y en centros de trabajo. Mediante su constitución, el Gobierno reconoce el derecho de los ciudadanos a profesar y practicar cualquier creencia religiosa dentro del marco del respeto a la ley; sin embargo, en la práctica, el Gobierno impone restricciones a la libertad religiosa.
Al parecer algunos estudios intentaron vincular a las religiones afrocubanas con enfermedades mentales.
La campaña para la erradicación de la discriminación racial en Cuba era (y es) utilizada como motivo para prohibir la creación de instituciones afrocubanas, porque hacerlo fue rotulado como una división racial.
La década de 1970 fue turbulenta, y muchos creyentes decidieron ocultar su fe en respuesta a la persecución del Estado. Muchos padres no deseaban una carga para sus hijos con las dificultades que ellos heredarían si eran bautizados como cristianos y por lo tanto no lo plantearon como tal. En 1971 la arquidiócesis de La Habana informó solo 7000 bautismos
En 1989, esta cifra aumentó a 27 609 y en 1991 a 33 569.
En 1985, el Consejo de Estado en La Habana publicó un libro muy vendido llamado Fidel y la religión, que fue la transcripción resumida de 23 horas de entrevistas entre Fidel Castro y un fraile brasileño de la teología de la liberación llamado Frei Betto, que fuera de la publicación atribuyó la responsabilidad de excluir a los no ateos de la afiliación al Partido Comunista por considerar que:

Lo que nosotros estábamos exigiendo era la adhesión plena al marxismo-leninismo... Se suponía que cualquier persona que se uniera al partido aceptaría la política del partido y de la doctrina en todos los aspectos.

En los años siguientes y tras el colapso de la Unión Soviética, el Estado adoptó una posición más conciliadora hacia la religión y disminuyó su promoción del ateísmo. En noviembre de 1991, el Partido Comunista comenzó a permitir a los creyentes en sus filas. En julio de 1992, la Constitución fue enmendada para quitar la definición de Cuba como un Estado basado en el marxismo-leninismo, y se añadió el artículo 42, que prohíbe la discriminación sobre la base de las creencias religiosas.
Pequeños centros de culto fueron legalmente permitidos para existir nuevamente.
Sin embargo, principios de los 90, después de tres décadas de ateísmo de Estado, la sociedad cubana se había vuelto casi totalmente secularizada. La asistencia semanal a la iglesia en la isla de 11 millones de habitantes se estimaba en alrededor de 250.000 o alrededor del 2 % de la población (con una división incluso entre católicos y protestantes).
Cuba tuvo menos sacerdotes por habitante que cualquier otro país de América Latina.
Desde 1998 las restricciones han sido aliviadas y los desafíos por las instituciones del Estado al derecho a la creencia también se aliviaron, aunque la iglesia todavía enfrenta restricciones de comunicación escrita y electrónica y sólo puede aceptar donaciones de fuentes de financiación aprobadas por el Estado. La Iglesia católica se compone de la Conferencia Obispos Católicos de Cuba (COCC), liderada por Jaime Lucas Ortega y Alamino, Cardenal Arzobispo de La Habana. Cuenta con once diócesis, 56 pedidos de monjas y 24 órdenes de sacerdotes.
La Conferencia Episcopal cubana ha sido muy crítica del embargo estadounidense contra Cuba y ha afirmado que toda la población ha sufrido de ella. La Conferencia de los Obispos Católicos de los Estados Unidos ha sido influenciada por esto y ha argumentado que la comida y la medicina deben excluirse el embargo.
En enero de 1998, el papa Juan Pablo II realizó una histórica visita a la isla, invitado por el Gobierno cubano y la Iglesia católica. Criticó el bloqueo estadounidense durante su visita.
El 20 de octubre de 2008, la primera iglesia ortodoxa en Cuba abrió durante una ceremonia oficial a la que asistió Raúl Castro.

## Otras tradiciones religiosas

### Ducks
El proceso de la formación de las distintas religiones en Cuba está marcado principalmente por el sincretismo religioso. Este se basa en la unión de varias creencias y culturas, las cuales básicamente devienen de las religiones africanas y el catolicismo español.
Antes de 1742 la religión en Cuba era mayoritariamente indígena. Los aborígenes tenían algunos rituales sencillos para atraer la lluvia y mejorar las cosechas. Debido a que no había un idioma desarrollado entre los grupos aborígenes que poblaban la isla nos basamos en restos encontrados en las zonas montañosas como pequeños ídolos de piedra o madera, para afirmar que adoraban algunos elementos de la naturaleza como el agua o el fuego.

### Religiones africanas

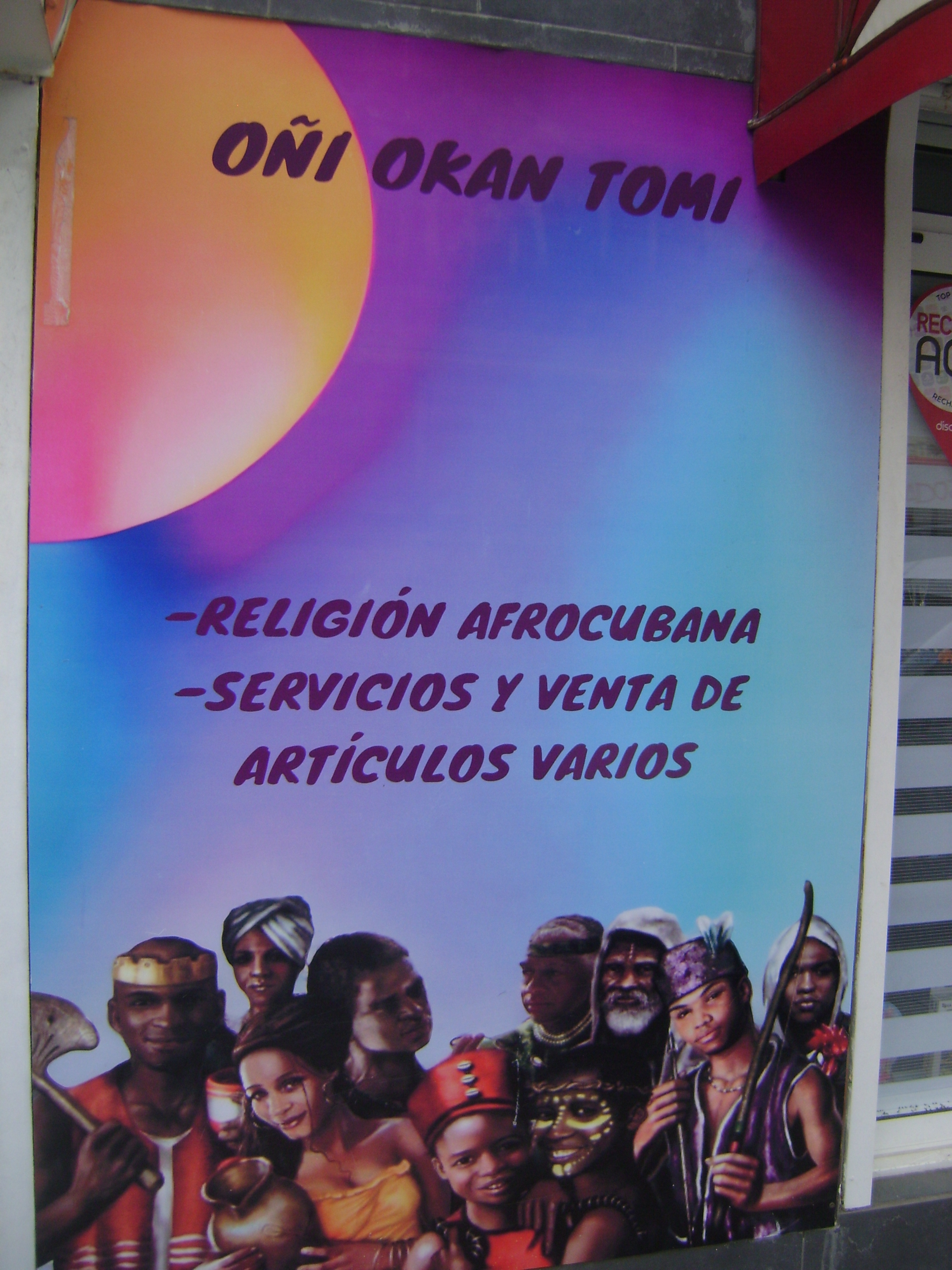
Tienda de productos afrocubanos en La Coruña, Galicia (España).

Se registra que en el periodo comprendido entre los años 1801-1865 se produce la entrada más cuantiosa de esclavos a Cuba. Esto trae como consecuencia que estas personas, a las cuales se les arrebata sus costumbres, cultura e ideologías se ven prácticamente obligadas a rescatar de alguna forma sus tradiciones. Esta forma no es otra que el sincretismo religioso. A los esclavos les era prohibido practicar su religión y se les obligaba a reverenciar a los santos católicos, por lo que estos comienzan a nombrar a dichos santos como a sus propios ídolos, por ejemplo Santa Bárbara es también conocida como Chango, la Virgen de la Caridad es llamada Ochun, etc. A pesar de que la sociedad cubana es oficialmente atea, una gran parte de la población practica la santería o regla de Ocha. Es esta una religión politeísta, según la cual cada persona nace bajo la protección de un santo u orisha al que debe reverenciar de por vida mediante algunos sacrificios. Estos sacrificios se basan en la ofrenda de algún tipo de comida correspondiente al orisha, tocar el instrumento que a este le "gusta", e incluso bailar para su santo. Los sacerdotes de esta religión son conocidos como santeros o santeras, y la autoridad superior la ocupan los babalaos, que son aquellos sacerdotes que tras realizar estudios especializados y celebrar una serie de rituales alcanzan este puesto de preferencia. El sacrificio mayor que llega a realizar un practicante o creyente es consagrarse al santo mediante los rituales correspondientes para considerar que ha recibido toda la bendición de éste como la fuerza de espiritualidad que se traduce en protección y poder de la entidad o deidad yoruba que constituye el proceso de consagración religiosa lo cual significa llevar el santo a la cabeza de la persona. Dicha consagración significa que la persona recibirá un bautismo y por lo tanto un dictamen denominado ITA, donde el santo le hace llegar los consejos y orientaciones para que la persona sepa conducirse por su vida terrenal. Sobre esto se explica de manera muy metodológica en la obra de Alejandro Eddy Delgado Torres, en el título "El Gran Libro de la Santería", con prólogo del humorista cubano Alexis Valdés.

### Orishas más populares
- Eleggua: Se le conoce por ser el guardián de los caminos. Se invoca primero a Eleggua antes de iniciarse cualquier ritual. Se le reconoce por castigar a aquellos que no le reverencian y se le atribuyen los números 3 y 21, así como los colores negro y rojo.
- Obatalá: Se considera el creador del mundo y padre de todos los orishas así como dios de la paz. Sus números son el 8 y el 16 y se le atribuye el color blanco.
- Yemayá: Es la reina de los mares y protectora de las madres. Es prudente y sabia. Su número es el 7 y sus colores el azul y el blanco. Se sincretiza con la Virgen de Regla
- Oshun: Es la reina de los ríos, los lagos y el oro. Se le conoce por ser muy sensual y dulce. Sus colores son el amarillo y el dorado y su número el 5.Se sincretiza con la Virgen de la Caridad
- Changó: dios de la virilidad y la fuerza, representa la sexualidad. Sus números son el 4 y el 6 y sus colores el rojo y el blanco. Se sincretiza con santa Bárbara.
- Oggun: dios del hierro y los minerales, le gusta la guerra por lo que no es bienvenido entre los demás santos. Es simbolizado por los machetes, martillos u otros instrumentos hechos de hierro y metal. Sus colores son el negro y el verde y su número es el 7.
- Babalú Ayé: dios de las enfermedades, protector de los enfermos y los animales. Tiene el poder de ver el futuro. Sus colores son el violeta y el carmelita, su número el 17. Se sincretiza con San Lázaro
- Oya: diosa de las centellas y los vientos huracanados es la encargada de recibir a los muertos en la entrada del cementerio. Su número es el 9, su color el carmelita. Se sincretiza con la Virgen de la Candelaria, y con Santa Teresita.